# Брестов Дол
Брестов Дол је насеље у Србији у општини Бабушница у Пиротском округу. Према попису из 2022. било је 6 становника.

## Географија
Брестов Дол је село у југоисточном делу Суве планине. Припада такозваном Горњем заплању, општина Бабушница. Надморска висина села је око 650 метара. Најнижа кота је на 440, а највиша на 777 метара. Село је удаљено 4 km од магистралног пута Пирот-Лесковац.

## Историја
Према турском попису нахије Ниш из 1516. године, место је било једно од 111 села нахије и носило је исти назив као данас, а имало је 10 кућа, 1 удовичко домаћинство, 2 самачка домаћинства.

## Демографија
У насељу Брестов Дол живи 32 пунолетна становника, а просечна старост становништва износи 70,3 година (69,3 код мушкараца и 71,3 код жена). У насељу има 18 домаћинстава, а просечан број чланова по домаћинству је 1,78.
Ово насеље је у потпуности насељено Србима (према попису из 2002. године). У другој половини XX века дошло је до вишеструког смањења броја становника.
|  |

| Демографија | Демографија | Демографија |
| Година      | Становника  | Становника  |
| ----------- | ----------- | ----------- |
| 1948.       | 403         |             |
| 1953.       | 405         |             |
| 1961.       | 374         |             |
| 1971.       | 246         |             |
| 1981.       | 121         |             |
| 1991.       | 62          | 62          |
| 2002.       | 32          | 32          |
| 2011.       | 15          |             |
| 2022.       | 6           |             |

| Етнички састав према попису из 2002.‍ | Етнички састав према попису из 2002.‍ | Етнички састав према попису из 2002.‍ | Етнички састав према попису из 2002.‍ | Етнички састав према попису из 2002.‍ |
| ------------------------------------ | ------------------------------------ | ------------------------------------ | ------------------------------------ | ------------------------------------ |
|                                      |                                      |                                      |                                      |                                      |
| Срби                                 | Срби                                 |                                      | 32                                   | 100,0%                               |

| Година пописа     | 1948. | 1953. | 1961. | 1971. | 1981. | 1991. | 2002. |
| ----------------- | ----- | ----- | ----- | ----- | ----- | ----- | ----- |
| Број домаћинстава | 71    | 75    | 74    | 64    | 43    | 29    | 18    |

| Број чланова      | 1 | 2  | 3 | 4 | 5 | 6 | 7 | 8 | 9 | 10 и више | Просек |
| ----------------- | - | -- | - | - | - | - | - | - | - | --------- | ------ |
| Број домаћинстава | 6 | 10 | 2 | 0 | 0 | 0 | 0 | 0 | 0 | 0         | 1,78   |

| Пол    | Укупно | Неожењен/Неудата | Ожењен/Удата | Удовац/Удовица | Разведен/Разведена | Непознато |
| ------ | ------ | ---------------- | ------------ | -------------- | ------------------ | --------- |
| Мушки  | 16     | 1                | 12           | 3              | 0                  | 0         |
| Женски | 16     | 2                | 12           | 2              | 0                  | 0         |
| УКУПНО | 32     | 3                | 24           | 5              | 0                  | 0         |

| Пол    | Укупно                    | Пољопривреда, лов и шумарство | Рибарство                            | Вађење руде и камена | Прерађивачка индустрија       |
| ------ | ------------------------- | ----------------------------- | ------------------------------------ | -------------------- | ----------------------------- |
| Мушки  | 5                         | 4                             | 0                                    | 0                    | 0                             |
| Женски | 4                         | 4                             | 0                                    | 0                    | 0                             |
| УКУПНО | 9                         | 8                             | 0                                    | 0                    | 0                             |
| Пол    | Производња и снабдевање   | Грађевинарство                | Трговина                             | Хотели и ресторани   | Саобраћај, складиштење и везе |
| Мушки  | 0                         | 0                             | 1                                    | 0                    | 0                             |
| Женски | 0                         | 0                             | 0                                    | 0                    | 0                             |
| УКУПНО | 0                         | 0                             | 1                                    | 0                    | 0                             |
| Пол    | Финансијско посредовање   | Некретнине                    | Државна управа и одбрана             | Образовање           | Здравствени и социјални рад   |
| Мушки  | 0                         | 0                             | 0                                    | 0                    | 0                             |
| Женски | 0                         | 0                             | 0                                    | 0                    | 0                             |
| УКУПНО | 0                         | 0                             | 0                                    | 0                    | 0                             |
| Пол    | Остале услужне активности | Приватна домаћинства          | Екстериторијалне организације и тела | Непознато            | Непознато                     |
| Мушки  | 0                         | 0                             | 0                                    | 0                    | 0                             |
| Женски | 0                         | 0                             | 0                                    | 0                    | 0                             |
| УКУПНО | 0                         | 0                             | 0                                    | 0                    | 0                             |